# Dżamszlu
Dżamszlu – wieś w Armenii, w prowincji Aragacotn. W 2011 roku liczyła 197 mieszkańców.